# Arboledas
Pour les articles homonymes, voir Arboledas (homonymie).
Arboledas est une municipalité située dans le département de Norte de Santander en Colombie.